# Campionato del mondo di hockey su slittino 2004
Sono state otto le squadre iscritte al 3º campionato del mondo di ice sledge hockey:  Canada,  Estonia,  Germania,  Regno Unito,  Giappone,  Norvegia,  Svezia e  Stati Uniti. Il campionato si è svolto ad Örnsköldsvik, Svezia.

## Formula
Le otto squadre si sono incontrate in un torneo all'italiana di sola andata, con 3 punti per la vittoria nei tempi regolamentari, 2 per la vittoria nei supplementari o ai rigori ed 1 per la sconfitta nei supplementari o ai rigori.
Al termine del girone si è tenuta la seconda fase: le prime due squadre in classifica si sono scontrate nella gara per la medaglia d'oro; le squadre classificate al 3º e 4º posto si sono sfidate nella gara per il bronzo; le squadre classificate al 5º e 6º posto si sono sfidate per il 5º posto finale; le ultime due classificate si sono sfidate nella gara per il 5º posto.

### Seconda fase

#### Gara per il 7º posto
```
 
Estonia
 - 
 
Germania
 2-3
```

#### Gara per il 5º posto
```
 
Giappone
 - 
 
Regno Unito
 0-1
```

#### Gara per il 3º posto
```
 
Svezia
 - 
 
Canada
 3-0
```

#### Gara per il 1º posto
```
 
Stati Uniti
 - 
 
Norvegia
 1-2
```

### Classifica finale
| Pos. | Nazione     |
| ---- | ----------- |
| 1.   | Norvegia    |
| 2.   | Stati Uniti |
| 3.   | Svezia      |
| 4.   | Canada      |
| 5.   | Regno Unito |
| 6.   | Giappone    |
| 7.   | Germania    |
| 8.   | Estonia     |